# Даріо Хара Сагієр
Даріо Хара Сагієр (ісп. Darío Jara Saguier, 27 січня 1930, Асунсьйон — 22 січня 2023) — парагвайський футболіст, що грав на позиції нападника, зокрема, за клуб «Серро Портеньйо», а також національну збірну Парагваю. Дворазовий чемпіон Парагваю.

## Клубна кар'єра
У футболі дебютував 1946 року виступами за команду «Рубіо Нью», в якій провів один сезон. 
Своєю грою за цю команду привернув увагу представників тренерського штабу клубу «Серро Портеньйо», до складу якого приєднався 1947 року. Відіграв за команду з Асунсьйона наступні чотирнадцять сезонів своєї ігрової кар'єри. Ставши за цей час дворазовим чемпіоном Парагваю.
Протягом 1960—1961 років захищав кольори «Хенераль Кабальєро».
Завершив професійну ігрову кар'єру у клубі «Рубіо Нью», у складі якого вже виступав раніше. Прийшов до команди 1961 року, захищав її кольори до припинення виступів на професійному рівні у 1963.

## Виступи за збірну
1950 року дебютував в офіційних матчах у складі національної збірної Парагваю. Протягом кар'єри у національній команді провів у її формі 4 матчі.
У складі збірної був учасником чемпіонату світу 1950 року у Бразилії, де зіграв зі Швецією (2-2) та Італією (0-2).

## Титули і досягнення
- Чемпіон Парагваю (2):

«Серро Портеньйо»: 1950, 1954